# La partita perfetta
(La partita perfetta)
La partita perfetta (titolo originale For Love of the Game) è un romanzo dello scrittore statunitense Michael Shaara.

## Trama
Billy Chapel è uno dei più grandi lanciatori della storia del baseball: da 17 anni gioca per i Detroit Tigers e ormai è diventato una leggenda, ma comincia a essere vecchio e la sua carriera è agli sgoccioli.
Nell'ultima giornata di campionato i Tigers devono affrontare i forti New York Yankees, ma Chapel ha altro a cui pensare: è venuto infatti a sapere dal Presidente stesso della squadra, che considera Chapel quasi come un figlio, di essere stato venduto dai nuovi proprietari ai San Francisco Giants, e come se non bastasse la sua ragazza, Carol, lo ha lasciato per andare a lavorare a Londra.
Chapel decide allora che quella contro gli Yankees sarà l'ultima partita della sua carriera, e dovrà essere una grande partita, giocata da protagonista dall'inizio alla fine.
Durante la gara, mentre elimina i vari battitori avversari con i suoi imprendibili lanci, Chapel riflette sulla sua esistenza, sul rapporto con i genitori prematuramente scomparsi in un incidente stradale, ma soprattutto pensa ai due grandi amori della sua vita - Carol e il baseball - che al termine di quella giornata saranno solo ricordi del passato.
Con il passare degli inning, Chapel non concede agli avversari nemmeno una base e si rende conto di poter portare a compimento la partita perfetta, ossia di riuscire a eliminare tutti i battitori della squadra rivale senza concedere che arrivino in base.
Nonostante una fitta lancinante al braccio lo colpisca a pochi lanci dalla fine Chapel riesce comunque a giocare la partita perfetta. Ora si può ritirare soddisfatto.
La sera, tutto solo in albergo dopo aver festeggiato insieme ai compagni di squadra la sua impresa, decide di telefonare a Carol per confessarle che senza di lei non può vivere. Carol contraccambia quel sentimento e promette di raggiungerlo in albergo in pochi minuti.

## Adattamenti
Da questo breve romanzo, il regista Sam Raimi ha tratto ispirazione per il suo film Gioco d'amore (1999), con Kevin Costner nei panni di Billy Chapel.

## Edizioni
- Michael Shaara, For Love of the Game, Ballantine Books, 1999, ISBN 0-345-40891-8.
- Michael Shaara, La partita perfetta, traduzione di Marco Rossari, I ed., 66THAND2ND, 2010,  p. 163, ISBN 978-88-96538-07-4.